# Nathan Jones
Nathan B. Jones (* 21. srpna 1969 Gold Coast, Queensland) je australský wrestler a herec. Věnoval se hlavně sportům, v jakých by mohl využít svých rozměrů (208 cm a 149 kg). Strávil sedm let ve vězení za osm ozbrojených bankovních loupeží. Když ho propustili tak musel odsloužit rok veřejně prospěšných prací.
Jeho první film byl roku 1996 První rána v hlavní roli s Jackiem Chanem. V roce 2004 si zahrál obrovského vojáka ve filmu Troja. V Ong-baku 2 se dvakrát popral s Tonym Jaa a v Obávaném bojovníkovi změřil síly s Jetem Lim. V obou případech to připomínalo souboj Davida a Goliáše. Ve snímku Asterix a Olympijské hry hrál obludu Humungu v disciplíně zápas na straně Bruta.
Ve wrestlingu se seznámil s lidmi jako Hulk Hogan nebo Bob Sapp a dostal přezdívku Megaman.

## Filmografie
- 2015 Šílený Max: Zběsilá cesta – Rictus Erectus
- 2011 Barbar Conan
- 2008 Asterix a Olympijské hry – Humungu
- 2008 Somtum
- 2007 Zabij, nebo budeš zabit
- 2006 Obávaný bojovník – Hercules O'Brien
- 2005 Ong-Bak 2
- 2004 Troja – Bovagrius
- 1996 První rána